# Fourcatier-et-Maison-Neuve
Fourcatier-et-Maison-Neuve is een gemeente in het Franse departement Doubs (regio Bourgogne-Franche-Comté) en telt 77 inwoners (2009). De plaats maakt deel uit van het arrondissement Pontarlier.

## Geografie
De oppervlakte van Fourcatier-et-Maison-Neuve bedraagt 2,8 km², de bevolkingsdichtheid is dus 27,5 inwoners per km².

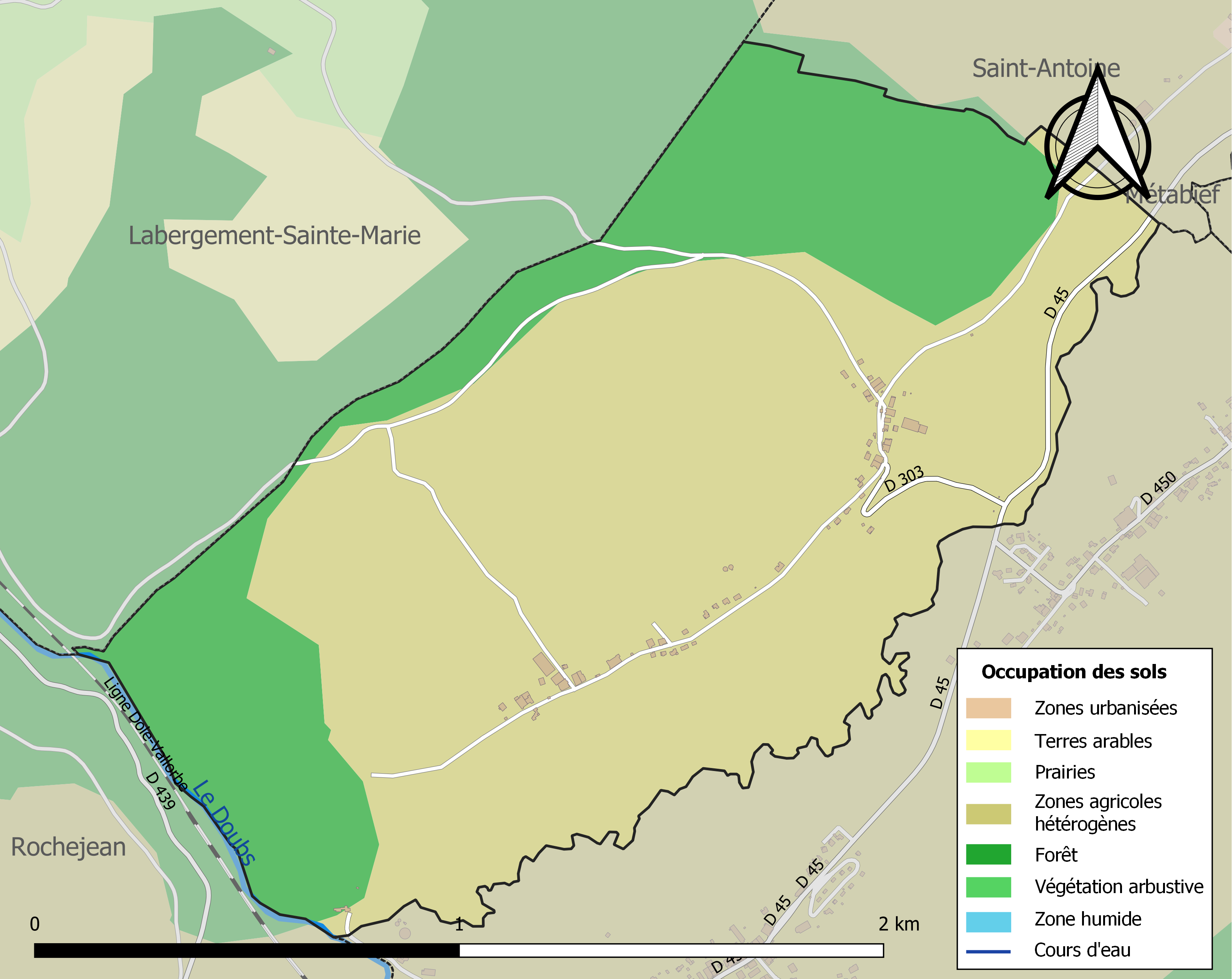
Kaart van de gemeente met de belangrijkste infrastructuur, bodemgebruik en omliggende gemeenten

## Demografie
Onderstaande figuur toont het verloop van het inwonertal (bron: INSEE-tellingen).